# 28 Rezerwowa Dywizja Piechoty (Cesarstwo Niemieckie)
28 Rezerwowa Dywizja Piechoty (niem. 28. Reserve-Division)  – związek taktyczny Armii Cesarstwa Niemieckiego. 
W sierpniu 1914 rozwinięto w Niemczech do etatów wojennych istniejące w okresie pokoju związki operacyjne (armie) i związki taktyczne. W tym też miesiącu z rekrutów, rezerwistów i ochotników znajdujących się  w korpuśnych ośrodkach szkoleniowych zorganizowano jednostki rezerwowe.

W składzie XIV Rezerwowego Korpusu Armijnego została rozwinięta między innymi 28 Rezerwowa Dywizja Piechoty. W I wojnie światowej dywizja walczyła na froncie zachodnim.

## Struktura organizacyjna
Skład w 1914:
- dowództwo dywizji
- 55 Rezerwowa Brygada Piechoty
  - 40 rezerwowy pułk piechoty
  - 109 rezerwowy pułk piechoty
  - 8 rezerwowy batalion strzelców
- 56 Rezerwowa Brygada Piechoty
  - 110 rezerwowy pułk piechoty
  - 111 rezerwowy pułk piechoty
  - 14 rezerwowy batalion strzelców
- 8 rezerwowy pułk dragonów